# Access All Areas
Albums de The Stranglers
Friday the Thirteenth
(1997) Live at the Hammersmith Odeon '81
(1998)
Access All Areas est un album live des Stranglers. Sorti à l'origine par le « fan-club » officiel des Stranglers (Stranglers Information Service ou SIS), il a été re-édité par le label VoicePrint en 1998.

## Liste des morceaux
1. Genetix
2. Grip
3. Golden Boy
4. Straighten Out
5. 5 Minutes
6. Paradise Row
7. Money
8. Nice & Sleazy
9. Princess of the Streets
10. European Female
11. Still Life
12. Goodbye Toulouse
13. Sinister
14. Let Me Introduce You to the Family
15. All Day and All of the Night
16. Duchess
17. Nuclear Device
18. English Towns
19. No More Heroes